# 科利班
49°20′16″N 27°8′6″E / 49.33778°N 27.13500°E
科利班（烏克蘭語：Колибань）是位於烏克蘭西部的村莊，由赫梅利尼茨基州裡赫梅利尼茨基區的赫梅利尼茨基市鎮負責管轄。該村面積1.63平方公里，海拔高度318米，2001年人口449，人口密度每平方公里278.4人。